# Estación Lomas de Zamora
Lomas de Zamora, conocida también simplemente como Lomas, es una estación ferroviaria ubicada en la ciudad homónima, partido homónimo, Provincia de Buenos Aires, Argentina.

## Servicios
Es un centro de transferencia intermedio del servicio eléctrico metropolitano de la Línea General Roca que se presta entre las estaciones Constitución, Glew/Korn, Ezeiza y Bosques.

## Historia

### Inauguración y primeros años

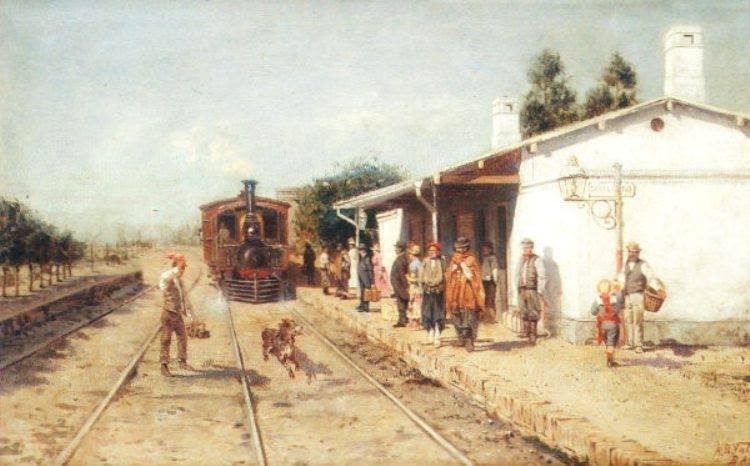
Pintura del primer edificio de la estación de Lomas, obra de Ángel della Valle basándose en una imagen de 1880.

La estación abrió sus puertas el 14 de agosto de 1865 como una parada intermedia del Ferrocarril del Sud, línea ferroviaria de capitales británicos que unía la terminal de Constitución con Jeppener, y que fue extendida hasta Chascomús en diciembre del mismo año. Fue emplazada en el kilómetro 15 del trazado ferroviario, aunque originalmente estaba proyectada para construirse a la altura de la calle Pereyra Lucena, junto al antiguo Pueblo de La Paz fundado en 1864. Lomas se construyó finalmente a la altura de la calle Progreso (actual Laprida) sobre las tierras del yerno del presidente del ferrocarril, Henry Applin Green, y su primera estructura era la de una parada modesta y sencilla, acorde a las necesidades de un sitio mayormente rural.
Hacia la década de 1870, el crecimiento del Pueblo de La Paz —impulsado en parte por la llegada de porteños que huían de la epidemia de fiebre amarilla que azotaba Buenos Aires— hizo que el asentamiento se extendiera rápidamente hasta las inmediaciones de la estación sobre la calle Progreso (actual Laprida), lo que incrementó notablemente la demanda del servicio ferroviario.

### Segunda estación

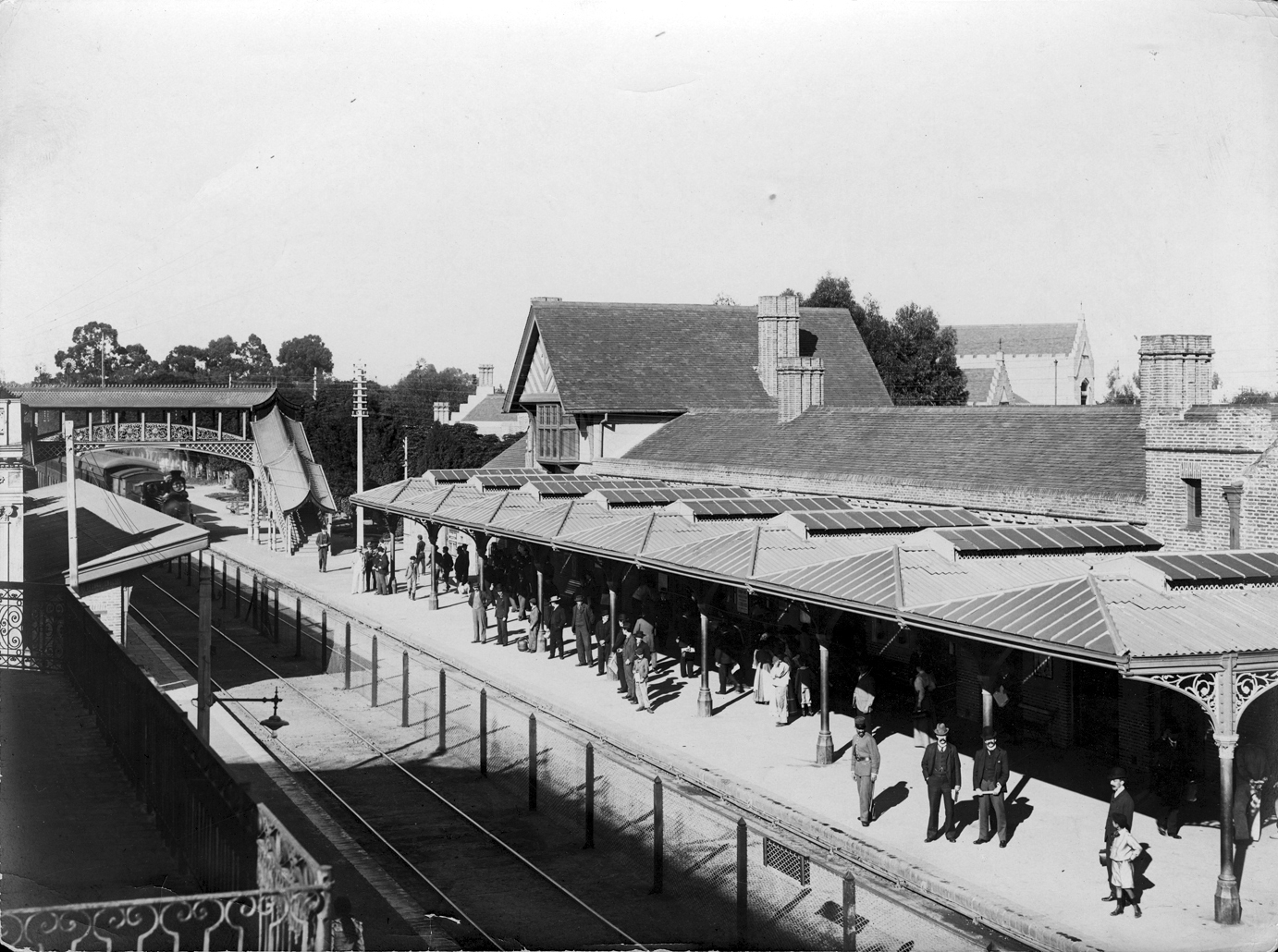
Segundo edificio de la estación Lomas de Zamora en el año 1905.

A fines del siglo XIX, el pueblo de La Paz se consolidó como un importante punto al sur de Buenos Aires, y el crecimiento de la demanda ferroviaria hizo necesaria la construcción de una estación de mayores dimensiones. Se edificó un nuevo edificio con una pintoresca arquitectura de estilo inglés ubicado donde hoy se encuentran los andenes centrales, complementado por un pequeño puente peatonal y techos sobre los andenes. La importancia estratégica del ferrocarril en el desarrollo local llevó a que el 1 de mayo de 1910, el Pueblo de La Paz adoptara oficialmente el nombre de Lomas de Zamora, en coincidencia con la estación.
Durante la década de 1920, y en respuesta al aumento del tráfico de pasajeros y cargas en una red que ya alcanzaba gran parte del sur de la Provincia de Buenos Aires, el Ferrocarril del Sud proyectó la adición de dos nuevas vías en el tramo entre Constitución y Temperley, elevando el total a cuatro. Este nuevo proyecto encontró un obstáculo en la infraestructura de las estaciones de Banfield y Lomas de Zamora, cuyos edificios principales estaban construidos sobre el espacio en que irían las nuevas vías. Por tal motivo, ambas estaciones fueron demolidas para dar paso a nuevos edificios con mayor capacidad operativa y mejores condiciones para el tránsito creciente de pasajeros.

### Tercera y definitiva estación

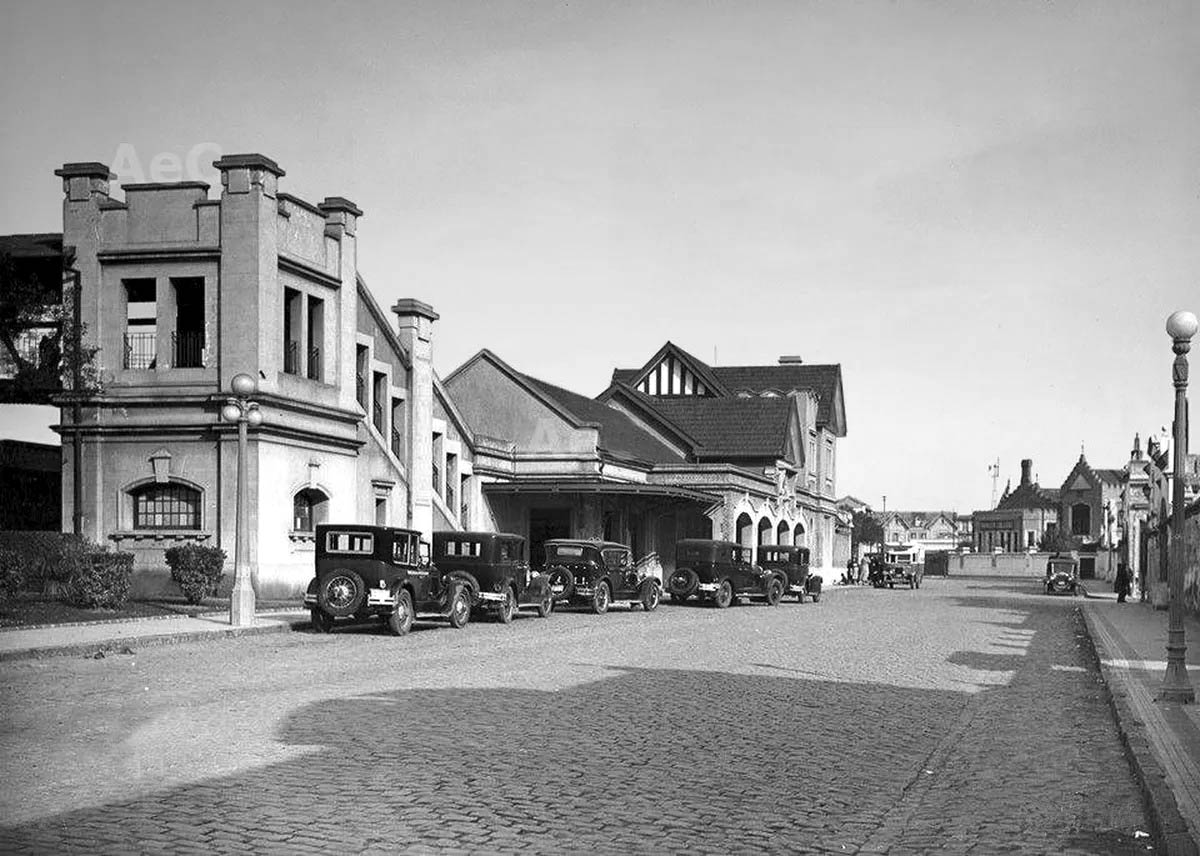
Exterior del tercer y actual edificio de la estación Lomas de Zamora en 1936.

A principios de la década de 1920 se demolió la antigua estación y se inició la construcción de una nueva, diseñada por el arquitecto escocés James Smith. El tercer y actual edificio fue inaugurado en diciembre de 1925 y presenta dimensiones mayores a las de su predecesor, cuenta con cuatro andenes y dos grandes puentes peatonales ubicados en cada extremo de la estación para facilitar el cruce entre plataformas. Esta nueva estación fue concebida para el creciente tránsito de la Zona Sur del Gran Buenos Aires, que por entonces sufría la transformación acelerada de un paisaje rural dominado por quintas y pueblos dispersos, a una región densamente urbanizada con ciudades que requerían una conexión entre sí y con la ciudad de Buenos Aires.
Dada su relevancia como una de las principales paradas ferroviarias de la zona, comenzaron a establecerse junto a la estación otros servicios de transporte público, como paradas de taxis y colectivos que facilitaban el traslado desde la estación a otras localidades del partido de Lomas de Zamora. Paralelamente, la calle Laprida —ubicada frente a la estación— se consolidó como un importante polo comercial, impulsado tanto por el constante flujo de pasajeros como por el crecimiento de la población en el lugar.

### Electrificación del ferrocarril

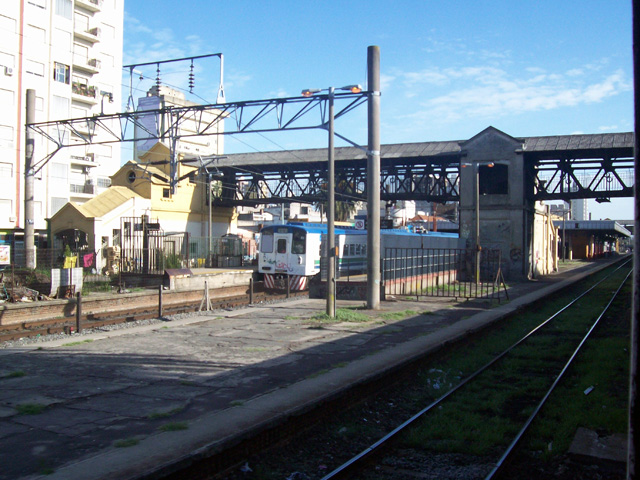
Vista de la estación en el año 2009, con únicamente los andenes del lado oeste elevados.

Entre 1973 y 1979, con el ferrocarril bajo plena administración estatal, se comenzaron a planificar y realizar estudios de ingeniería para una eventual electrificación del servicio entre Constitución y las estaciones de Glew (ramal a Chascomús) y Ezeiza (ramal a Cañuelas). Esta propuesta respondía a la necesidad de agilizar los servicios suburbanos, reducir la dependencia del diésel y modernizar la infraestructura ferroviaria en el sur del Gran Buenos Aires. Las obras de modernización se iniciaron en 1981 y finalizaron en 1985 y contemplaron la construcción de subestaciones eléctricas, la instalación de catenarias aéreas flexibles, la compra de material rodante de origen japonés y la adecuación de la infraestructura de las estaciones al nuevo sistema.
La estación Lomas de Zamora, al igual que muchas otras de la línea, experimentó significativos cambios estructurales. Se elevaron los andenes de las vías del oeste —destinadas a los servicios eléctricos hacia Glew y Ezeiza— y se instalaron columnas y catenarias sobre dichas vías. Estas modificaciones alteraron parcialmente la arquitectura original del edificio, construido a principios del siglo XX. Por su parte, los andenes de las vías del sector este permanecieron en su estado original, siendo utilizados por servicios diésel y de cargas.
En 2004 se inauguró la extensión del servicio eléctrico hasta Claypole, y hacia 2013 se completó la elevación y adaptación de los andenes restantes. De esta manera, la estación Lomas de Zamora quedó plenamente habilitada para operar formaciones eléctricas tanto en servicios locales como rápidos en todas sus plataformas.

### Toponimia
El nombre Lomas de Zamora tiene un significado dual; Lomas hace referencia a la característica ondulante de las tierras en el siglo XVIII, en el año 1737 dichas tierras fueron adquiridas por el capitán Juan de Zamora, cuyo apellido terminó de acuñar el nombre de la población y estación ferroviaria.

## Diagrama
| Plataforma Este    | |
| Vía 1              | Trenes a Bosques provenientes de Constitución vía Temperley (próxima Temperley) Trenes directos a Korn provenientes de Constitución (próxima Adrogué) Trenes directos a Ezeiza provenientes de Constitución (próxima Turdera) Trenes directos a Bosques provenientes de Constitución (próxima José Mármol) |
| Vía 2              | Trenes a Constitución provenientes de Bosques vía Temperley (próxima Banfield) Trenes directos a Constitución provenientes de Korn (próxima Lanús) Trenes directos a Constitución provenientes de Ezeiza (próxima Lanús) Trenes directos a Constitución provenientes de Bosques (próxima Lanús)            |
| Plataforma central | |
| Vía 3              | Trenes a Glew provenientes de Constitución (próxima Temperley) Trenes a Korn provenientes de Constitución (próxima Temperley) Trenes a Ezeiza provenientes de Constitución (próxima Temperley) |
| Vía 4              | Trenes a Constitución provenientes de Glew (próxima Banfield) Trenes a Constitución provenientes de Korn (próxima Banfield) Trenes a Constitución provenientes de Ezeiza (próxima Banfield) |
| Plataforma Oeste   | |

## Infraestructura
La entrada general se ubica en la calle Laprida.
A su vez, existen puentes peatonales que conectan con las plataformas y la dársena de colectivos lindante a la Avenida Alsina, sumado también a unos accesos con rampas hacia los andenes 2 y 3 desde el cruce de ferrocarril con la calle Boedo/Fonrouge.
Posee cuatro andenes elevados para el servicio electrificado.